# Ейнгерії

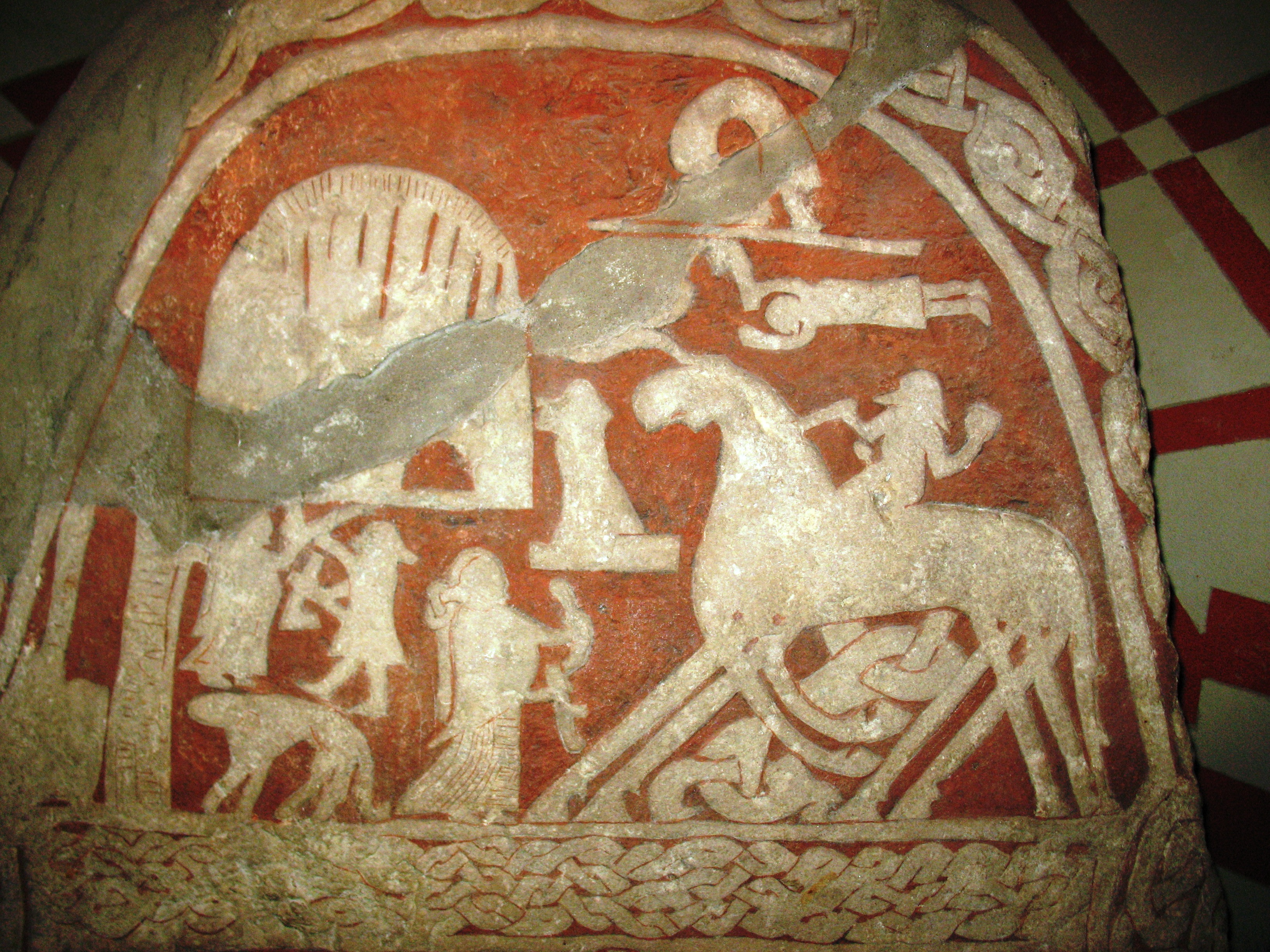
Шлях до Вальгалли, камінь з околиць Гьотланду

Ейнгерії (давн. — ісл. Einherjar, од. Einheri) — у скандинавській міфології найкращі полеглі у бою воїни, які живуть в небесній Вальгаллі і створюють військо бога Одіна. Вони безперервно б'ються, а потім бенкетують в Вальгаллі. Ейнгерій порівнюють зі згаданими в «Молодшій Едді» і в інших джерелах хьяднінгами — військами вічно воюючих між собою конунгів Хедіна і Хегні; вночі після битви Валькірія Хільд — дочка Хегні і дружина Хедін — воскрешає полеглих, і бій триває. Ряд авторів, особливо О. Хьофлер, порівнює ейнгеріїв і хьяднінгів також зі згаданими Тацитом навідними жах нічними походами мертвих воїнів харіїв (harii) і з більш пізніми німецькими оповідями про так звані «Дикі полювання», очолюваної Вотаном (скандин. Одіном). В основі всіх цих сказань Хьофлер вбачає таємні військові чоловічі союзи давніх германців.
Згідно з уявленнями героїчної свідомості лише слава земних подвигів (фактично, випробування персональної вдачі-хамінг'ї) здатна долучити душу до бенкету богів. За логікою елітарних поховань епохи Вендель, насичених «вальгалічною символікою», лише представники давніх княжих родів могли на це претендувати. Згодом, за «демократизації» доби вікінгів, будь-хто, загиблий зі зброєю в руках (а не в ліжку від немочі), міг долучитися до сонму ейнгеріїв.
Валькірії наділені особливою владою над ейнгеріями, адже саме вони визначають, хто загине в бою і дарують перемогу відважним. Однак інколи ініціативу перебирає Одін, даруючи славу відважним.
Відважних воїнів після смерті підносять валькірії, або в особливому випадку Слейпнір може донести воїна до Вальгалли, адже на кордоні зі світом людей Біфрьост не спускається. Хоч Біфрьост і вогняний міст, достойний герой зможе його перейти. Недостойні увійти в чертог Одіна вирушають прямісінько до Гельгейма.
Кожного воїна, який поліг у бою, валькірії підносять до Вальгалли. Валькірія підносить воїну священний напій та вітає новоприбулого ейнгерія (діви-валькірії прислуговують ейнгеріям у Вальгаллі, підносять їм напої).
Їдять ейнгерії м'ясо та п'ють медовуху (медове молоко кози Гейдрун). М'ясом їх забезпечує величезний кабан Сегрімнір («Sæhrímnir»), якого щодня ріжуть, а щоранку він воскресає. Зранку ж героїв будить півень Вальгалли Сальгофнір (Гуллінкамбі), і вони знову заходяться до битв та змагань.
У поетичних піснях Гуннара Пальссона сказано про Вальгаллу та воїнів:
23 Зупинись тепер, арфо,

адже відходжу я

у Вальгалли

широкі палати,

пити з асами

із кубків коштовних

та поїдати Сегрімніра

на святі в Одіна.

## Раґнарьок
Згідно Старшої Едди Сноррі Стурлусона, під час великої битви Рагнарок із 540 дверей вийдуть по 200 ейнгеріїв на чолі з Одіном і боротимуться проти чудовиськ та велетнів: У першій пісні Хельгі Вбивцю Хундінга теж згадуються воїни Одіна (переклад В. Кривоноса):
40 Скессою був ти,

валькір'єю дикою,

гнів на тобі

самого Всебатька;

будуть ейнхерії

битися люто,

бабо злодумна,

всі через тебе.

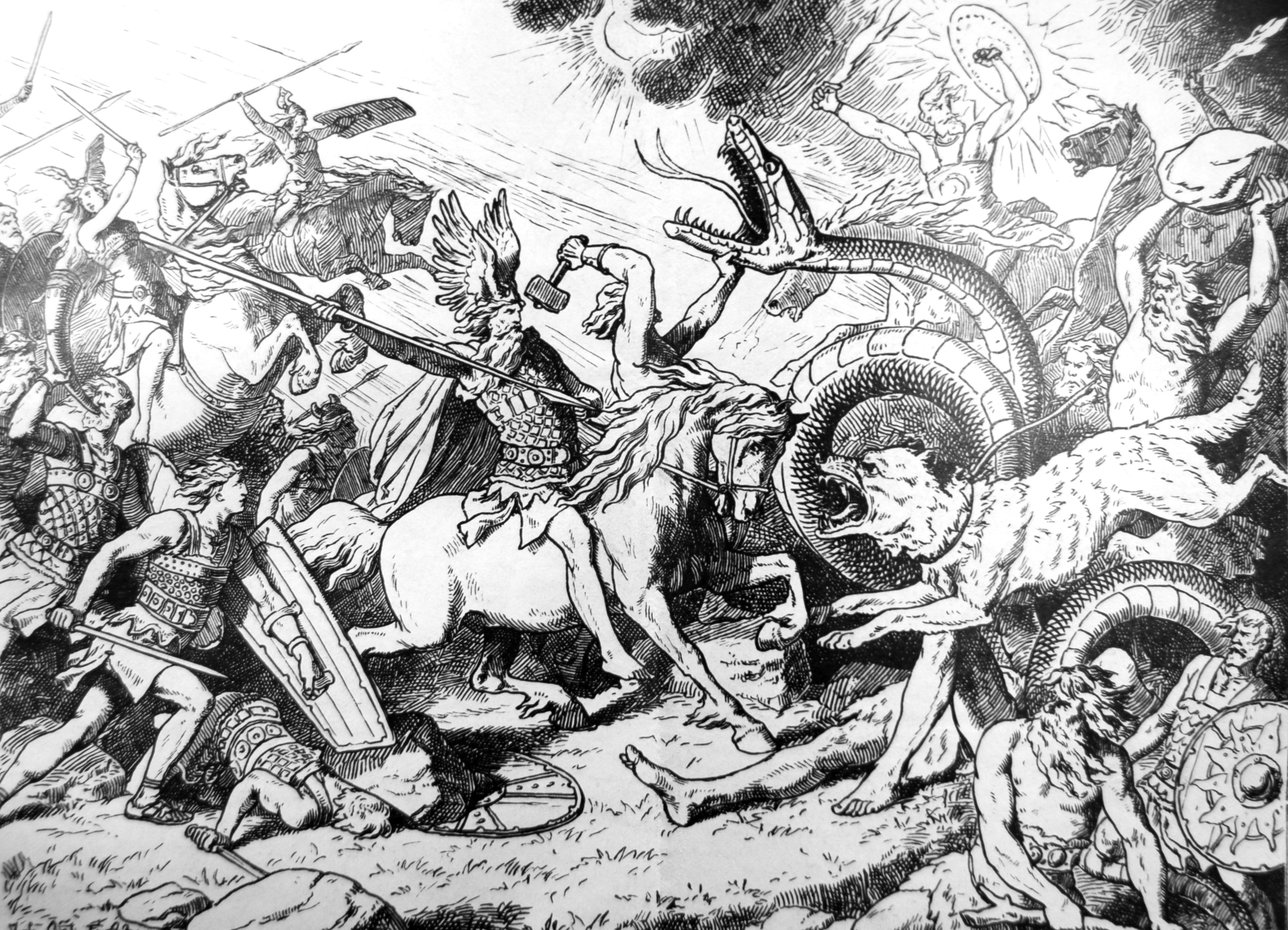
Остання битва (автор Johannes Gehrts)

Також у другій пісні про Хельгі Вбивцю Хундінга згадано ейнгеріїв як переможців (переклад В. Кривоноса):
49 Пора мені їхати

шляхом червоним,

путтю птахів

на блідому коні;

поїду на захід

мостом вітрошóлому,

перш ніж Сальгофнір

переможців пробудить.
Великий ясен Іггдрасілль тремтітиме, як листок на вітрі, й аси, а з ними і ейнгерії — всі воїни, які полягли гідною смертю у битві, одягнуть свої обладунки і разом поїдуть на Вігрід, місце кінцевої битви під час Рагнароку. Шум бою буде шаленим; ейнгерії, шляхетні воїни Одіна, зійдуться у вирішальній битві зі зловісними мерцями — армією Локі. На полі бою Вігрід боги падатимуть у битві з крижаними велетнями, а крижані велетні поляжуть у битві з богами. Війська ожилих мерців із Гельгейму встелять замерзлу землю, зустрівши свою остаточну смерть, а шляхетні ейнгерії, безповоротно мертві, лежатимуть поряд із ними, під неживим туманним небом — вони більше не встануть, не піднімуться, щоб боротись.